# Tüskéspelefélék
A tüskéspelefélék (Platacanthomyidae) az emlősök (Mammalia) osztályába és a rágcsálók (Rodentia) rendjébe tartozó család.
2 élő nem és 3 élő faj tartozik a családba.
Egyes rendszerek tüskéspeleformák (Platacanthomyinae) néven alcsaládként sorolják be őket az egérfélék (Muridae) családjába.

## Rendszerezés
Az alcsaládba az alábbi nemek és fajok tartoznak:
- Neocometes Schaub & Zapfe, 1953 – kihalt
  - †Neocometes brunonis
  - †Neocometes orientalis
  - †Neocometes similis

- Platacanthomys Blyth, 1859 – 1 élő faj
  - †Platacanthomys dianensis
  - tüskés pele (Platacanthomys lasiurus)

- Typhlomys Milne-Edwards, 1877 – 2 élő faj
  - vietnami vakbeles pele (Typhlomys chapensis)
  - szürke vakbeles pele (Typhlomys cinereus)
  - †Typhlomys hipparionium
  - †Typhlomys intermedius
  - †Typhlomys macrourus
  - †Typhlomys primitivus

Egyes rendszerezések a vietnami vakbeles pelét a szürke vakbeles pele alfajának tekintik.